# Кубок сезону
Кубок Сезону (також Суперкубок СРСР з футболу) — клубний турнір з футболу, що розігрувався між володарем Кубка та чемпіоном СРСР. Проводився нерегулярно, всього було розіграно сім трофеїв. Із семи Суперкубків п'ять здобули українські команди, з них чотири у матчах між собою. Найбільше виграних трофеїв — три — на рахунку київського «Динамо».

## Розіграші
| Рік  | Місце проведення                                          | Переможець                             | Рахунок                             | Фіналіст                         |
| ---- | --------------------------------------------------------- | -------------------------------------- | ----------------------------------- | -------------------------------- |
| 1977 | Тбілісі, Грузія                                           | Динамо Москва (володар кубка)          | 1 — 0                               | Динамо Київ (чемпіон)            |
| 1981 | Сімферополь, Україна                                      | Динамо Київ (чемпіон)                  | 1 — 1 (1 — 1 д.ч.) 5 — 4 (пенальті) | Шахтар Донецьк (володар кубка)   |
| 1984 | Матч 1: Донецьк, Україна Матч 2: Дніпропетровськ, Україна | Шахтар Донецьк (володар кубка)         | Матч 1: 2 — 1 Матч 2: 1 — 1         | Дніпро Дніпропетровськ (чемпіон) |
| 1985 | Матч 1: Ленінград, Росія Матч 2: Москва, Росія            | Зеніт Ленінград (чемпіон)              | Матч 1: 2 — 1 Матч 2: 1 — 0         | Динамо Москва (володар кубка)    |
| 1986 | Київ, Україна                                             | Динамо Київ (чемпіон та володар кубка) | 2 — 2 3 — 1 (пенальті)              | Шахтар Донецьк (фіналіст кубка)  |
| 1987 | Москва, Росія                                             | Динамо Київ (чемпіон)                  | 1 — 1 5 — 4 (пенальті)              | Торпедо Москва (володар кубка)   |
| 1989 | Сочі, Росія                                               | Дніпро Дніпропетровськ (чемпіон)       | 3 — 1 (д.ч.)                        | Металіст Харків (володар кубка)  |

## Статистика
1. «Динамо» (Київ) — 3 перемоги (1 фінал)
2. «Шахтар» (Донецьк) — 1 (2)
3. «Динамо» (Москва) — 1 (1)
4. «Дніпро» (Дніпропетровськ) — 1 (1)
5. «Зеніт» (Ленінград) — 1